# 2-й повітряний флот (Третій Рейх)
2-й пові́тряний флот (нім. Luftflotte 2) — повітряний флот Люфтваффе, одне з основних оперативно-стратегічних об'єднань ПС Німеччини в роки Другої світової війни.

## Командування

### Командири
- генерал авіації Гельмут Фельмі (нім. Hellmuth Felmy) (1 лютого 1939 — 12 січня 1940);
- генерал-фельдмаршал Альберт Кессельрінг (нім. Albert Kesselring) (12 січня 1940 — 11 червня 1943);
- генерал-фельдмаршал Вольфрам фон Ріхтгофен (нім. Wolfram Freiherr von Richthofen) (12 червня 1943 — 27 вересня 1944).

## Абревіатури та скорочення
- FAGr = Fernaufklärungsgruppe = літак-розвідник.
  - Gruppe = ескадра
- JG = Jagdgeschwader = винищувач
  - Geschwader = аналог групи в Королівських ВПС Великої Британії
- KG = Kampfgeschwader = бомбардувальник
- KG zbV = Kampfgeschwader zur besonderen Verwendung = військово-транспортний літак, пізніше — TG
- NAGr = Nahaufklärungsgruppe = літак зв'язку
- NASt = Nahaufklärungsstaffel = літак зв'язку
  - Staffel = аналог ескадрильї у ВПС Великої Британії
- NSGr = Nachtschlachtgruppe = нічний штурмовик
- SAGr = Seeaufklärungsgruppe = бомбардувальник, що патрулює
- SG = Schlachtgeschwader = штурмовик
- TG = Transportgeschwader= військово-транспортний літак